# بازفشرده

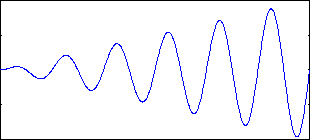
سیگنال اصلی

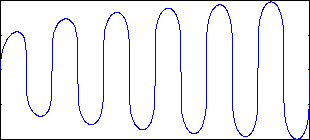
بعد از بازفشرده‌سازی، قبل از بازکردن

بازفشرده (گاهی اوقات به عنوان Companding) در مخابرات و پردازش سیگنال، روشی برای کاهش اثرات مخرب کانال با گستره پویای محدودشده است. این اسم، یک تکواژ چندوجهی از کلمات بازکردن و فشرده‌کردن است که به ترتیب توابع بازفشردسازی در انتهای انتقال و دریافت است. استفاده از بازفشرده اجازه می‌دهد تا سیگنال‌هایی با دامنه پویای بزرگ از طریق امکاناتی که قابلیت گستره پویای کم‌تری دارند منتقل شوند. بازفشرده در تلفن و سایر کاربردهای صوتی مانند میکروفون‌های بی‌سیم حرفه‌ای و ضبط آنالوگ به‌کار می‌رود.

## نحوه کار
در حالی که فشرده‌سازی دامنه دینامیکی که در ضبط صدا و موارد مشابه از آن استفاده می‌شود به یک تقویت‌کننده با بهره متغیر بستگی دارد و یک فرایند به‌صورت محلی خطی است (خطی برای نواحی کوچک اما به‌صورت کلی نه)، بازفشرده غیرخطی است. دامنه دینامیکی یک سیگنال قبل از انتقال فشرده‌شده و به مقدار اصلی در گیرنده باز می‌شود.
مدار الکترونیکی که این کار را انجام می‌دهد، یک بازفشرده‌ساز گفته می‌شود و با فشرده‌سازی یا بازکردن گستره پویای یک سیگنال الکترونیکی آنالوگ مانند صدای ضبط‌شده توسط میکروفون، کار می‌کند. یک تنوع سه‌گانه تقویت‌کننده است: یک تقویت‌کننده لگاریتمی، و دنباله آن تقویت‌کننده خطی با بهره متغیر و یک تقویت‌کننده نمایی. چنین سه‌گانه‌ای این خاصیت را دارد که ولتاژ خروجی آن متناسب با ولتاژ ورودی زیاد شده به یک توان قابل تنظیم است.
کوانتیزه بازفشرده‌شده ترکیب بلوک‌های ساختاری تابعی است، یعنی، یک فشرده‌ساز گستره پویای سیگنال (حوزه-پیوسته)، یک کوانتیزه‌کننده یکنواخت گستره محدود و یک بازکننده گستره پویای سیگنال (حوزه-پیوسته) که معکوس تابع فشرده‌ساز است. این نوع کوانتیزه اغلب در سامانه‌های تلفنی استفاده می‌شود.
در عمل، بازفشرده‌سازها به گونه‌ای طراحی شده‌اند که مطابق توابع فشرده‌ساز محدوده دینامیکی نسبتاً ساده کار کنند، که مناسب هستند برای پیاده‌سازی با استفاده از مدارهای الکترونیکی ساده آنالوگ طراحی شده‌اند. دو تابع مشهور بازفشرده که برای مخابرات استفاده می‌شود تابع ای-لا و میو-لا است.